# Zostérops des Seychelles
Zosterops modestus
Espèce
Statut de conservation UICN

 VU D1+2 : Vulnérable
Le Zostérops des Seychelles ou  Oiseau-lunettes des Seychelles (Zosterops modestus) est une espèce d'oiseaux de la famille des Zosteropidae endémique des Seychelles.

## Conservation
Cet oiseau était en 1996 comme étant en voie d'extinction : 50 individus confinés sur l’île de Mahé, jusqu'à la découverte d’une nouvelle population de 280 individus sur l’île déserte de Conception, à moins d’un mille de Mahé.
En 2001 a été entamé un programme de réintroduction sur l’île de Frégate.